# PIXE
Particle-induced X-ray emission hay proton-induced X-ray emission (PIXE) là một kỹ thuật được sử dụng để xác định thành phần nguyên tố của một mẫu hay vật liệu. Khi một vật liệu được phơi dưới chùm tia ion, tương tác nguyên tử xảy ra sẽ tỏa ra bức xạ EM với bước sóng nằm trong vùng tia X của điện quang phổ đặc trưng cho một nguyên tố. PIXE là một phép phân tích rất mạnh nhưng không gây phá hủy và hiện nay thường được dùng bởi các nhà địa chất, các nhà khảo cổ học và các nhà bảo tồn nghệ thuật… nhằm giải đáp các câu hỏi về nguồn gốc, thời điểm, và tính xác thực.
Kỹ thuật này lần đầu tiên được đề xuất vào năm 1970 bởi Sven Johansson ở Đại học Lund, Thụy Điển, và được ông phát triển trong vài năm tiếp theo cùng với các đồng nghiệp là Roland Akselsson và Thomas B Johansson.
Sự mở rộng gần đây của PIXE sử dụng tập trung chùm tia hội tụ chặt (xuống đến 1 μm) làm tăng khả năng các phép vi phân tích. Kỹ thuật này, gọi là microPIXE, có thể được dùng để xác định sự phân bố của các nguyên tố phụ trong một loạt các mẫu. Một kỹ thuật liên quan, particle-induced gamma-ray emission (PIGE) có thể được dùng để phát hiện một số nguyên tố nhẹ.

## Lý thuyết
Ba loại quang phổ có thể được thu thập từ một thí nghiệm PIXE:
1. Quang phổ phát xạ tia X.
2. Phổ Rutherford tán sắc.
3. Phổ Proton truyền qua.

### Sự phát xạ tia X
Lý thuyết lượng tử cho rằng quỹ đạo các điện tử của một nguyên tử phải chiếm các mức năng lượng rời rạc để ổn định. Bắn phá bằng chùm ion năng lượng đủ lớn (thường là MeV proton) được tạo ra bởi một máy gia tốc ion, sẽ gây ra sự ion hóa lớp bên trong của nguyên tử bên trong mẫu vật. Các điện tử lớp ngoài sẽ chuyển xuống để thay thế các lỗ trống lớp trong, tuy nhiên, chỉ có một số sự dịch chuyển được cho phép. Khi ấy, các tia X của một năng lượng đặc trưng của các nguyên tố được phát ra. Một máy dò năng lượng phân tán được sử dụng để ghi lại và đo những tia X này.
Chỉ những nguyên tố nặng hơn flo mới có thể được phát hiện. Giới hạn dưới của một chùm PIXE được xác định bởi khả năng tia X xuyên qua cửa sổ giữa các buồng và máy dò tia X. Giới hạn trên được đưa ra bởi sự ion mặt cắt ngang, xác suất ion hóa của các điện tử lớp K, giới hạn này lớn nhất khi vận tốc của proton phù hợp với vận tốc của electron (10% vận tốc ánh sáng), vì vậy, chùm tia 3 MeV là tối ưu.

### Proton tán xạ
Proton cũng có thể tương tác với hạt nhân của các nguyên tử trong mẫu qua va chạm mềm, Tán xạ Rutherford, thường đẩy ngược các proton với một góc gần bằng 180 độ. Sự tán xạ cung cấp thông tin về độ dày và thành phần mẫu.

### Proton truyền qua
Sự truyền proton xuyên qua một mẫu cũng có thể dùng để lấy thông tin về mẫu.